# Микулинецький палац
Палац графів Реїв або Микулинецький палац — пам'ятка архітектури в Микулинцях, розташований у старому парку. Споруджений наприкінці XVIII ст. на кошти Потоцьких, перебудований у XIX ст. в стилі ампір коштом барона Яна Конопки.
Зараз у приміщенні палацу діє Микулинецька обласна фізіотерапевтична лікарня.

## Історія
Приблизно в 1760-х роках Людвіка Потоцька (з 1732 року друга дружина великого гетьмана коронного Юзефа Потоцького) поставила над містом палац.
Це була велика триповерхова споруда з мезоніном, збудована в стилі класицизму. Головний корпус поєднувався з двома бічними флігелями, вишуканими галереями у формі півкола — у правій був зимовий сад. Навколо палацу розбили парк площею сім гектарів, що тягнувся до Серету. 
Поряд звели тринавний бароковий костел Святої Трійці (1761–1779, автор — Август Фридерик Мошинський). Вівтар зробили з дерева, але пофарбували під мармур, а дерев’яні скульптури святих були ніжно-кремового відтінку. Поки храм будували, Потоцька в 1780 році заснувала біля нього монастир ордену вікентійців. 180 метрів між палацом і костелом, імовірно, були французьким парком — із чіткою геометрією клумб і доріжок.
У заповіті графиня записала маєток племіннику Юзефу Мнішеку — сину графа Яна Кароля Мнішека.
Його спадкоємці в останні роки XVIII століття продали місцевість Петру Конопці.
Син якого, Ян Конопко оновив палац у модному стилі ампір — імовірно, чотири дерев’яні атланти на головному фасаді походять саме з його часів. Замок, переробив на суконну фабрику, а головну активність спрямував на сірчане джерело в Конопківці. Місцеві перекази стверджували, що саме вода з нього допомагала оборонцям теребовлянського замку вистояти в довгих облогах. У 1820–1821 роках тут виріс бад — курорт з купальнями. 
Статті про тутешню цілющу воду регулярно публікували у львівській пресі. У багатотомному «Словнику географічному Королівства Польського та інших слов’янських країв» у 1883 році писали, що це єдині купальні на все Поділля. 
Хоча купальні барона Конопки згоріли наприкінці ХІХ століття, його справа живе. У Конопківці з 1980-х років працює великий санаторій «Медобори».

## Архітектура

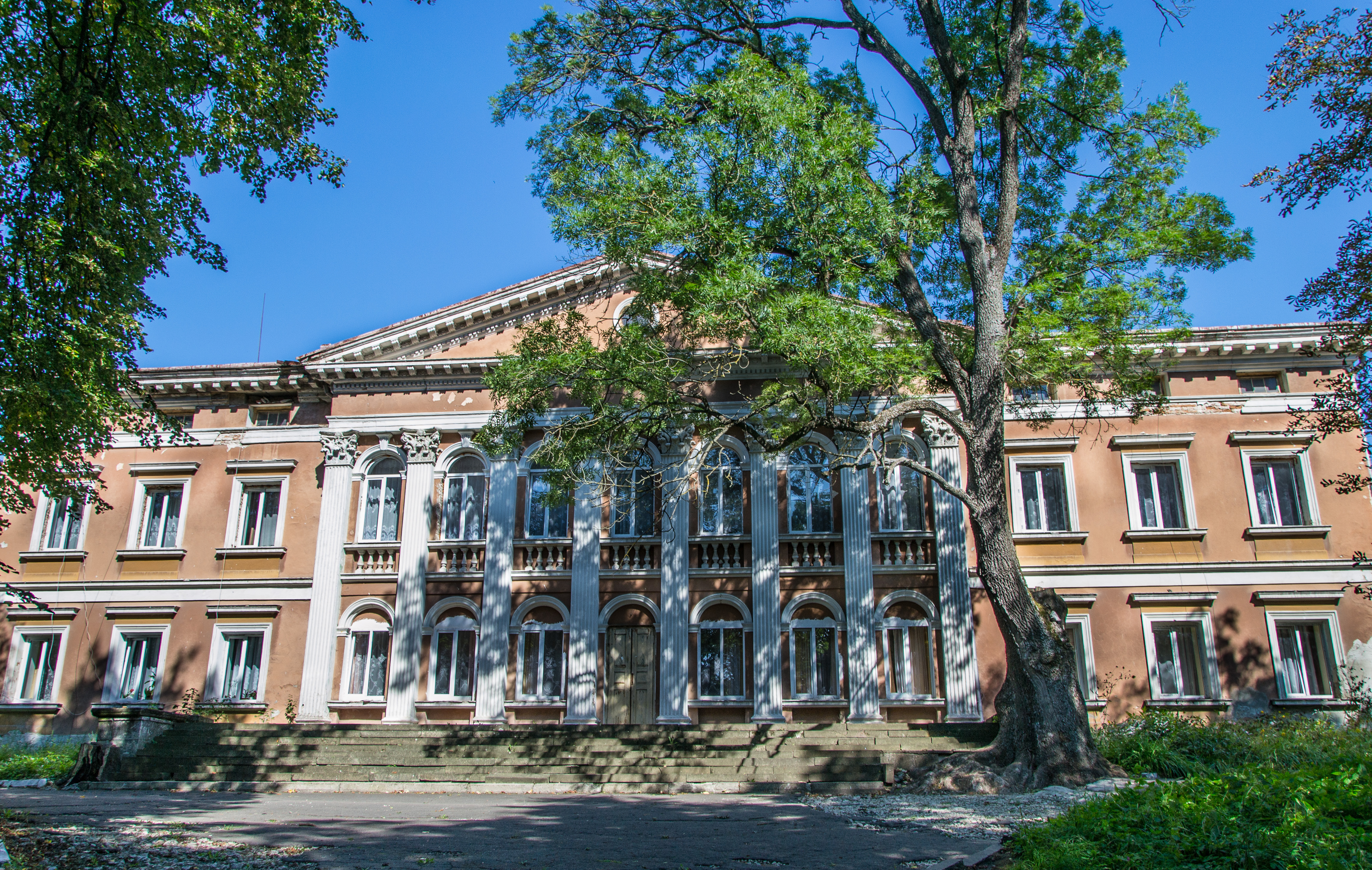
Парковий фасад

Палац складається з 3-х частин: центрального корпусу та 2-х бічних прибудов, з'єднаних між собою галереями, які разом творять форму підкови. Центральна частина палацу підкреслена на головному фасаді ризалітом з 4-ма дерев'яними скульптурами атлантів, піднятими на аркаду першого поверху. Парковий фасад оформлений глухим 8-мипілястровим портиком коринфського ордеру.